# Itabi (gemeente)
Itabi is een gemeente in de Braziliaanse deelstaat Sergipe. De gemeente telt 4.863 inwoners (schatting 2009).
De gemeente grenst aan Nossa Senhora de Lourdes, Graccho Cardoso, Gararu en Canhoba.